# Ruby Muhammad
Ruby Muhammad (20 de março de 1907 - 2 de março de 2011) foi uma figura religiosa norte-americana conhecida como a "Mãe da Nation of Islam". Ela nasceu em Sandersville, Geórgia e cresceu em Americus. Não existe certidão de nascimento para confirmar sua idade, e tem sido relatada com diferença significativa, embora ela afirmou em entrevistas aos jornais que ela nasceu Ruby Macie Grayer em 20 de março de 1897. A pesquisa recente, no entanto, sugere que ela nasceu em 1907, uma década depois, com base na listagem de Ruby Macie Grier, com 3 anos de idade, no censo de 1910.